# Øyenkilen
Øyenkilen är en  tätort i Fredrikstads kommun i Østfold fylke i sydöstra Norge. Orten är belägen cirka elva kilometer sydväst om staden Fredrikstad.
Tidigare har orten tillhört dåvarande Onsøy kommun.